# Cantón de Le Buisson-de-Cadouin
El cantón de Le Buisson-de-Cadouin era una división administrativa francesa, que estaba situada en el departamento de Dordoña y la región de Aquitania.

## Composición
El cantón estaba formado por ocho comunas:
- Alles-sur-Dordogne
- Badefols-sur-Dordogne
- Bouillac
- Calès
- Le Buisson-de-Cadouin
- Molières
- Pontours
- Urval

## Supresión del cantón de Le Buisson-de-Cadouin
En aplicación del Decreto nº 2014-218 de 21 de febrero de 2014, el cantón de Le Buisson-de-Cadouin fue suprimido el 22 de marzo de 2015 y sus 8 comunas pasaron a formar parte del nuevo cantón de Lalinde.